# Гелена Великанова
Гелена Марцелијевна Великанова (рус. Гелена Марцелиевна Великанова; Москва, 27. фебруар 1923 — Москва, 10. новембар 1998) била је совјетска и руска певачица, народна уметница Руске Федерације (1992).